# Міф про п'ять мавп і гроно бананів
Міф про п'ять мавп і гроно бананів — вигаданий експеримент (міська легенда) який, нібито, описує механізм формування стереотипів групової поведінки у приматів. Вперше згадується в книзі Гері Хемела та Коімбатура  Прахалада «Змагання за майбутнє» 1994 року. Набув поширення в соціальних мережах. У науковому обігу відсутні будь-які дані про такий експеримент.

## Суть міфу
Згідно з міфом, неназваний вчений провів такий експеримент: «У клітку саджають п'ять мавп. Ставлять драбину, на вершину якої кладуть банан. Мавпи починають наввипередки лізти на драбину, щоб дістати банан. У цей момент їх поливають холодною водою. Як тільки вони лізуть на драбину, їх поливають водою. Так роблять багато разів, аж поки у них не з'являється стійка асоціація: „драбина — холодна вода“. Одну мавпу забирають з клітки, і замість неї підсаджують нову мавпу. Та нічого не знає і відразу ж лізе по драбині, щоб дістати банан. Але чотири інші мавпи, які знають про зв'язок „драбина — вода“, відразу ж починають її зупиняти. Вона знову на драбину, ті її знову зупиняють. Забирають ще одну мавпу яка знає, що „драбина = холодна вода“. Замість неї запускають нову мавпу. Та на драбину — її всі зупиняють, причому нова мавпа, яка не знає про холодну воду, теж приєднується.
Так зрештою висаджують усіх мавп, яких поливали водою, і підсаджують нових. Нарешті в клітці чотири мавпи, яких ніколи за спробу залізти на драбину водою не поливали. Але коли до них підсаджують п'яту мавпу і та починає лізти по банан, ці чотири кидаються її зупиняти! Як наслідок, на драбині лежить банан, але жодна з мавп навіть не намагається його дістати. Чому? Тут так заведено».
В загальних рисах історія виглядає так, можуть змінюватись незначні деталі, такі як кількість мавп, чи метод яким їм прищеплювали травматичний досвід".

## Спростування і витоки
Першу згадку історії в якій фігурували мавпи, драбина та банани можна знайти в книзі Гері Хемела та Коімбатура  Прахалада «Змагання за майбутнє» (Competing for Future). Автори таким чином ілюструють способи позбавлення компаній рутинної роботи з реорганізації і рекомендують шляхи корпоративного відродження. Але в ній відсутні посилання на джерело дослідження.
В академічному науковому обігу не знайдено жодних даних про проведення подібного експерименту. Найбільш схожим дослідженням, на яке іноді посилаються розповідаючи історію, є робота Гордона Стефенсона. Він вивчав поведінку чотирьох одностатевих пар макак, на яких перевіряв, чи засвоєна поведінка однієї мавпи, яку карали повітряним струменем за маніпуляції з пластиковим кухонним предметом, впливає на поведінку другої, що не мала такого досвіду. В результаті було зроблено висновки, що самці більш схильні утримувати інших від взаємодії з предметами, з якими мали травматичний досвід, а самки навпаки, часто позбавлялись попередніх страхів під впливом особин, які не мали такого досвіду. Однак, навіть у самців страх предметів не проявлявся за умов відсутності мавп, що мали травматичний досвід.
Крім того, в експерименті не фігурували ані драбини, ані банани. Цей елемент, ймовірно, запозичений із досліджень Вольфганга Келера з шимпанзе, проведених у 1920-х роках.
Науковці, що досліджують приматів, висловлюють сумніви щодо реалістичності такої поведінки. Наприклад, Клод Брамблетт, професор антропології Техаського університету в Остіні, стверджує, що виходячи з умов експерименту «Ви залишитесь без бананів». Хоча експерименти, які б спростовували таку можливість, теж не відомі.